# Raedersheim
Raedersheim é uma comuna francesa na região administrativa de Grande Leste, no departamento Alto Reno. Estende-se por uma área de 5,68 km². Em 2010 a comuna tinha 1 138 habitantes (densidade: 200,4 hab./km²).